# El cartero siempre llama dos veces (novela)
El cartero siempre llama dos veces (título original en inglés:The Postman Always Rings Twice) es una novela negra publicada en 1934 por el autor estadounidense James M. Cain. De acciones rápidas y de extensión breve (apenas llega a las cien páginas en la mayoría de las ediciones), la mezcla de elementos de sexualidad y de violencia causaron conmoción en su tiempo, al punto que las autoridades de Boston llegaron a prohibir su venta.
La novela fue bastante exitosa y cobró bastante notoriedad desde su publicación. Ha llegado a ser reconocida como una de las novelas criminales más importantes del siglo XX, junto a otras como Cosecha roja o El sueño eterno. En 1995, la Mystery Writers of America la incluyó en su lista de las cien mejores novelas de misterio de todos los tiempos.

## Argumento
El relato, en primera persona, es hecho por Frank, un vagabundo que se gana unos dólares haciendo estafas de poco monto. Frank decide comer en un restaurante ubicado a un costado del camino, en una zona rural de California, y se queda a trabajar en el lugar. El dueño del lugar es Nick Papadakis, al que llaman el Griego, casado con Cora, una mujer mucho más joven que él y que ya no lo soporta. 
Apenas se ven, Frank y Cora sienten una fuerte atracción y comienzan una intensa relación alimentada por el sadomasoquismo. Entre ambos, planean asesinar a Nick, sacarlo del medio y quedarse con el restaurante. 
El plan para asesinarlo es simple: le darán un golpe en la cabeza, lo meterán en la bañadera y harán creer que se dio un golpe y se ahogó mientras se bañaba. Cuando Cora lo golpea, se produce un imprevisto corte de luz y un policía aparece. Ellos dicen que Nick se cayó de manera accidental. Nick se recupera y no se acuerda de nada porque el golpe le provoca un amnesia parcial.
Frank y Cora insisten en asesinarlo y eligen simular un accidente automovilístico. Lo matan, le echan alcohol encima y chocan el auto. Frank y Cora quedan heridos y parece que el plan resultó. Sin embargo, el fiscal que investiga el caso tiene sospechas.
El fiscal los hace apresar, pero como no tiene manera de probar que fue un crimen, decide probar una treta y hacer que se enfrenten entre ellos. Engañado, Frank firma una declaración en la que inculpa a Cora. 
Al enterarse de la traición de su amante, Cora se enfurece y decide confesar todo. Su abogado defensor le hace firmar una declaración. En realidad, Cora está siendo engañada: frente a quien se confiesa no es alguien perteneciente a la fiscalía sino un ayudante de su abogado.
De esta manera, el abogado gana tiempo y consigue manipular las pruebas. Cora recibe una sentencia suspendida y queda en libertad. 
Frank y Cora se reconcilian e imaginan un futuro juntos y hasta tener hijos. Pero ellos no son más que dos perdedores. Tienen un accidente de auto y Cora muere. Frank es culpado de su muerte y condenado a muerte. Él supone que leerán lo que escribió después de que lo ejecuten.

## Título
El título fue motivo de diversas interpretaciones. Cain, en el prólogo de Double Indemnity, 1943, cuenta una conversación con el guionista Vincent Lawrence, que le contó que se sentía ansioso cada vez que esperaba una respuesta sobre un manuscrito y sabía que el cartero siempre llamaba dos veces. Cain tomó la frase y la usó como título de su novela. Lawrence y él conversaron sobre la elección y estuvieron de acuerdo por lo que sugería: el “cartero”, el Destino, y el “mensaje” la muerte para Frank y Cora por el asesinato de Nick. 
A pesar de la explicación de Cain, la historiadora Judith Flanders dio otra interpretación y se refirió a una costumbre de la época victoriana: el cartero llamaba una vez para avisar que había llegado y no precisaba respuesta. Si llamaba dos veces, significaba que era un telegrama. Como los telegramas eran muy costosos, se utilizaban, sobre todo, para dar malas noticias. El primer llamado: el intento fallido de asesinar a Nick y el destino que les da una oportunidad de arrepentirse; el segundo: el asesinato. El destino, irremediablemente, se cumple y quedan condenados a morir, uno accidentalmente; el otro, acusado de un crimen que no cometió (las malas noticias).